# Darapsa texana
Darapsa texana är en fjärilsart som beskrevs av Clark 1920. Darapsa texana ingår i släktet Darapsa och familjen svärmare. Inga underarter finns listade i Catalogue of Life.